# Lliga catalana de bàsquet femenina 1990-1991
La Lliga Catalana de Basquetbol 1990 fou la desena edició de la Lliga catalana. La competició se celebrà des del 10 de setembre fins a l'1 de novembre de 1990 i fou organitzada per la Federació Catalana de Basquetbol. Hi participaren l'Universitari de Barcelona, el PRYCA Manresa i el GEiEG, representants catalans a la Lliga estatal. El torneig es disputà en format de lliga triangular. Els dos primers classificats disputaren la final, que se celebrà l'1 de novembre al Poliesportiu de la Verneda de Barcelona i fou retransmesa en directe pel Canal 33.
Es proclamà campió l'Universitari de Barcelona, que aconseguí el seu primer títol de la competició. La màxima anotadora de la final fou la nord-americana Bolton amb 25 punts.

## Fase regular

### Taula de resultats
| Casa \ Fora               | BAR   | GEG   | MAN   |
| ------------------------- | ----- | ----- | ----- |
| Universitari de Barcelona | —     | 72–57 |       |
| GEiEG                     |       | —     | 70–74 |
| PRYCA Manresa             | 73–63 |       | —     |

### Competició
| 10 de setembre de 1990 | PRYCA Manresa | 73–63 | Universitari de Barcelona | Manresa |  |
| Partit 1               |               |       |                           |         |  |
|                        |               |       |                           |         |  |

| 16 de setembre de 1990 | Universitari de Barcelona | 72–57   | GEiEG              | Barcelona |  |
| Partit 2               |                           |         |                    |           |  |
|                        | Pts: Pérez Alarcón 19     | Informe | Pts: Slijecevic 20 |           |  |

| 23 de setembre de 1990 | GEiEG | 70–74   | PRYCA Manresa | Girona |
| Partit 3               |       |         |               |        |
|                        |       | Informe |               |        |

### Classificació
Al final de la fase regular, el PRYCA Manresa, amb dues victòries, i l'Universitari de Barcelona, amb una victòria i una derrota, es classificaren per a disputar la final de la Lliga catalana.
| Pos | Equip                     | PJ | PG | PE | PP | PF  | PC  | DP  | Pts |
| --- | ------------------------- | -- | -- | -- | -- | --- | --- | --- | --- |
| 1   | PRYCA Manresa             | 2  | 2  | 0  | 0  | 147 | 133 | +14 | 4   |
| 2   | Universitari de Barcelona | 2  | 1  | 0  | 1  | 135 | 130 | +5  | 3   |
| 3   | GEiEG                     | 2  | 0  | 0  | 2  | 127 | 146 | −19 | 2   |

## Final
L'Universitari de Barcelona i el PRYCA Manresa disputaren la final de la X Lliga catalana de bàsquet, que se celebrà l'1 de novembre de 1990 al Poliesportiu de la Verneda de Barcelona. Es proclamà campió el club barceloní que guanyà per 66 a 52. La final quedà sentenciada a la segona part després d'un parcial de 57-39. Individualment, destacaren Mae Bolton, amb 25 punts, per part barcelonina, i Crawford, amb 15 punts i 6 rebots, per part manresana. L'Universitari de Barcelona aconseguí el seu primer títol de Lliga catalana.
| 1 de novembre de 1990 19:30 CET Informe | Universitari de Barcelona          | 66–52 | PRYCA Manresa                     | Poliesportiu de la Verneda, Barcelona Àrbitres: Mas i M.ª Antònia Gómez |
| 1 de novembre de 1990 19:30 CET Informe | Resultat per meitats: 30-27, 36-25 |       |                                   | Poliesportiu de la Verneda, Barcelona Àrbitres: Mas i M.ª Antònia Gómez |
| 1 de novembre de 1990 19:30 CET Informe | Pts: Bolton 25 Rebs: Norris 10     |       | Pts: Krawford 15 Rebs: Krawford 6 | Poliesportiu de la Verneda, Barcelona Àrbitres: Mas i M.ª Antònia Gómez |

| Universitari de Barcelona | PRYCA Manresa |

| #           | Pos.  | Jugadora        | Pts | Rbs |
| ----------- | ----- | --------------- | --- | --- |
|             |       | Mae Bolton      | 25  | 5   |
|             | P     | Judith Solana   | 12  | 7   |
|             |       | Sebastián       | 0   | 0   |
|             |       | Tania Verdaguer | 0   | 0   |
|             | E     | Sandra Gallego  | 4   | 0   |
|             |       | Abad            | 4   | 0   |
|             |       | Pérez Alarcón   | 1   | 1   |
|             |       | Soler           | 6   | 2   |
|             |       | Montserrat      | 2   | 3   |
|             |       | Annie Norris    | 12  | 10  |
| Equip       | Equip | Equip           | 66  | 28  |
| Entrenador  |       |                 |     |     |
| Óscar Giner |       |                 |     |     |

| Campió de la Lliga Catalana 1990-91    |
| -------------------------------------- |
| Universitari de Barcelona Primer títol |

| #          | Pos.  | Jugadora               | Pts | Rbs |
| ---------- | ----- | ---------------------- | --- | --- |
|            |       | Maria José Castro      | 10  | 0   |
|            |       | Peñalver               | 0   | 0   |
|            |       | Mònica Castilla        | 4   | 2   |
|            |       | Eva Puntí              | 2   | 1   |
|            |       | Soteras                | 0   | 0   |
|            |       | Eva Clarà              | 9   | 4   |
|            | B     | Nina Pont              | 2   | 2   |
|            |       | Carolina de la Calzada | 0   | 0   |
|            | AP    | Lali Vila              | 10  | 5   |
|            |       | Carme Santesmasas      | 0   | 0   |
|            |       | Krawford               | 15  | 6   |
| Equip      | Equip | Equip                  | 52  | 20  |
| Entrenador |       |                        |     |     |
|            |       |                        |     |     |